# HD 28413
HD 28413，又名CP-61 335，SAO 249016、HR 1416，是一颗恒星，视星等为5.94，位于銀經272.18，銀緯-40.92，其B1900.0坐标为赤經4h 23m 41.9s，赤緯-61° -40.92′ 52″。